# Francesco Mancini (compositore)
Francesco Mancini (Napoli, 16 gennaio 1672 – Napoli, 22 settembre 1737) è stato un compositore e organista italiano.

## Biografia
Appartenente al ramo di Napoli dell'illustre famiglia Mancini, si formò musicalmente al Conservatorio della Pietà dei Turchini della città natale, dove fu ammesso nel 1688 come studente d'organo; nell'istituto studiò per sei anni e fu allievo di Francesco Provenzale e Gennaro Ursino. Terminati gli studi intraprese la propria attività d'organista, che agli inizi del XVIII secolo lo portò ad entrare al servizio del viceré, il marchese di Villena e duca di Escalona, e nel 1704 come principale organista della cappella reale napoletana. Nel 1696 iniziò anche la sua attività di compositore d'opere debuttando il dramma boscareccio (pastorale) Il nodo sciolto e ligato dall'affetto, o vero L'obligo e l disobligo vinti d'amore. Alcuni anni più tardi, nel 1708, fu nominato maestro della cappella reale, carica che però tenne solamente per pochi mesi, in quanto nel dicembre di quell'anno Alessandro Scarlatti tornò a Napoli e prese il posto di Mancini e quindi quest'ultimo venne quindi degradato a vice-maestro; tuttavia nel 1718 egli ottenne la garanzia che sarebbe succeduto a Scarlatti, quando quegli avesse lasciato vacante questa prestigiosa posizione. Nel 1720 acquisì la direzione del Conservatorio di Santa Maria di Loreto contribuendo alla formazione di una nuova generazione di compositori napoletani. Nel 1725 Scarlatti morì e Mancini, come era previsto, fu reintegrato nel posto di titolare della cappella, che mantenne sino alla morte. Nel 1735 fu colpito da un ictus che lo fece rimanere semi-paralizzato sino alla morte che sopraggiunse due anni più tardi.

## Considerazioni sull'artista
L'attività compositiva di Mancini fu più produttiva nel periodo in cui fu assistente di Scarlatti presso la cappella reale di Napoli; tuttavia essa subì un primo decremento dopo la sua nomina a direttore della Pietà dei Turchini e uno successivo con la reintegrazione a direttore della cappella reale. La sua opera è copiosa: egli scrisse molte opere liriche, parecchie serenate e cantate per celebrare occasioni speciali, molti lavori vocali sacri e diversi lavori strumentali. Egli rimase quasi tutta la vita a Napoli, viaggiò solamente qualche volta a Roma per mettere in scena alcuni suoi lavori teatrali. La sua musica stilisticamente si colloca nel periodo di transizione che intercorre tra la generazione di Alessandro Scarlatti e quella dei compositori che diffonderà l'opera napoletana in tutta Europa.
Il suo stile di trapasso è evidente soprattutto nelle sue numerose opere, quasi tutte drammi per musica o drammi pastorali, le quali sono caratterizzate principalmente da uno stile patetico, dall'utilizzo di strumentazioni molto colorite e presentano sia elementi arcaici, come la struttura contrappuntistica, rapidi cambi di tonalità e la parte del basso continuo molto veloce, sia moderni, come la maggior estensione delle sezioni delle arie e l'uso del pedale armonico.
La sua musica sacra fu molto popolare all'epoca ed ebbe una larga diffusione in tutta Europa. Essa comprende anche parecchi oratori, tra i quali si ricorda Il zelo animato.

## Lavori

### Opere
- Il nodo sciolto e ligato dall'affetto, o vero L'obligo e l disobligo vinti d'amore (dramma boscareccio, 1696, Roma)
- Arivisto (dramma per musica, libretto di Pietro d'Averara, 1702, Napoli)
- Silla (melodramma, libretto di A. Rossini, 1703, Napoli)
- La costanza nell'honore (dramma per musica, libretto di Francesco Passarini, 1704, Napoli)
- Gli amanti generosi (dramma per musica, libretto di Giovanni Pietro Candi, 1705, Napoli)
- La serva favorita (melodramma, libretto di Giovanni Cosimo Villifranchi. 1705, Napoli)
- Alessandro il grande in Sidone (dramma per musica, libretto di Aurelio Aureli, 1706, Napoli)
- Turno Aricino (dramma per musica, libretto di Silvio Stampiglia e Filippo Falconi, 1708, Napoli)
- Artaserse (dramma per musica, libretto di G. Papis, 1708, Napoli)
- L'Engelberta, o sia La forza dell'innocenza (3° atto e parte del 2° atto) (dramma per musica, libretto di Apostolo Zeno e Pietro Pariati, 1709, Napoli; in collaborazione con Antonio Orefice)
- L'Idaspe fedele o Hydaspes (opera, libretto di Giovanni Pietro Candi, revisione di Giulio Convò e Silvio Stampiglia, 1710, His Majesty's Theatre di Londra con Giuseppe Maria Boschi)
- Mario fuggitivo (dramma per musica, libretto di Silvio Stampiglia, 1710, Napoli)
- Abdolomino (10 arie) (dramma per musica, libretto di Silvio Stampiglia, 1711, Napoli; arrangiamento del Abdolomino di Giovanni Bononcini)
- La Semele (favola per musica, libretto di Nicolò Giuvo, 1711, Piedimonte Matese)
- Selim re d'Ormuz (dramma per musica, libretto di Giovanni Domenico Pioli, 1712, Napoli)
- Agrippina (16 arie) (dramma per musica, libretto di Vincenzo Grimani, 1713, Napoli; arrangiamento dell'Agrippina di Georg Friedrich Händel)
- Artaserse re d Persia (14 arie) (dramma per musica, libretto di Francesco Silvani, 1713, Napoli; arrangiamento de Il tradimento traditor di se stesso di Antonio Lotti)
- Il gran Mogol (dramma per musica, libretto di Domenico Lalli e Angiolino Birini, 1713, Napoli)
- Il Vincislao (dramma per musica, libretto di Apostolo Zeno, 1714, Napoli)
- Alessandro Severo (dramma per musica, libretto di Apostolo Zeno, 1718, Roma)
- La fortezza in cimento (melodramma, libretto di Francesco Silvani, 1721, Napoli)
- Il Trajano (dramma per musica, libretto di Giovanni Biavi, 1723, Napoli)
- Colombina e Pernicone (intermezzo per l'opera precedente)
- L'Oronta (dramma per musica, libretto di Claudio Nicola Stampa, 1728, Napoli)
- Il Cavalier Bardone e Mergellina (intermezzo per l'opera precedente, libretto di A. Belmuro)
- Il ritorno del figlio con l'abito più approvato (varie arie) (pasticcio, 1730, Praga)
- Alessandro nell'Indie (dramma per musica, libretto di Pietro Metastasio, 1732, Napoli)
- La Levantina (Eurilla e Don Corbolone) (intermezzo per l'opera precedente, 1732, Napoli)
- Don Aspremo (13 arie) (commedia, libretto di Domenico Carcajus, 1733, Napoli)
- Demofoonte (6 arie) (dramma per musica, libretto di Pietro Metastasio, 1735, Napoli; in collaborazione con Domenico Sarro e Leonardo Leo)

#### Opere dubbie
- Alfonso (libretto di G. D. Pallavicini, 1697)
- Il Cavalier Brettone (intermezzo, 1720, Napoli)

### Altra musica vocale profana
- Cara mura adorate (serenata, 1702)
- Il giorno eterno (serenata, libretto di Nicolò Giuvo, 1708, Napoli)
- Amore nel cuore di Partenope (serenata, libretto di G. Papis, 1708, Napoli)
- Dafne in alloro (cantata a 3, 1716, Napoli)
- Cori per il Maurizio (1729, Napoli)
- Mentre in dolce riposo (serenata)
- Nell'ore più quiete (serenata)
- Oltre 200 cantate

### Musica vocale sacra

#### Oratori
- Dolorose Canzoni' (1698, Napoli)
- L'amor divino trionfante nella morte di Cristo (1700, Roma)
- La notte gloriosa (libretto di G. A. Minotti, 1701, Napoli)
- La nave trionfante sotto gli auspici di Maria Vergine (libretto di F. Falconi, 1701, Palermo)
- L'Arca del Testamento in Gerico (libretto di Andrea Perrucci, 1704, Napoli)
- Gli sforzi della Splendidezza e della Pietà (1707, Palermo)
- Il genere umano in catene (1708, Siena)
- Il Giuseppe venduto (1711, Palermo)
- Il sepolcro di Cristo Signor nostro (1713, Napoli)
- Il sepolcro di Cristo fabbricato dagli Angeli (1716, Firenze)
- La caduta di Gerico (1721, Lucca)
- Il zelo animato, ovvero Il gran profeta Elia (libretto di Andrea Perrucci[1] 1733, Napoli)

#### Altra musica sacra vocale
- Varie cantate sacre, messe, mottetti, Magnificat, vespri e salmi

### Musica strumentale
- 2 toccate di cembalo (1716)
- 12 soli per flauto, clavicembalo e violino (1724, Londra)
- 10 sonate a 4, per flauto, 2 violini, violoncello e basso continuo
- 2 sonate a 5, per flauto, 2 violini, viola, violoncello e basso continuo